# Histoire de la conservation de la faune au Québec
 (mars 2008).
 (janvier 2021).
Si vous disposez d'ouvrages ou d'articles de référence ou si vous connaissez des sites web de qualité traitant du thème abordé ici, merci de compléter l'article en donnant les références utiles à sa vérifiabilité et en les liant à la section « Notes et références ».
Le présent article vise à faire un résumé de l'histoire de la conservation de la faune au Québec, à partir du début de la colonie jusqu'en 2007, en rappelant quelques-unes des premières ordonnances adoptées sur ces matières.

## Historique
La protection de la faune au Québec : 139 ans d’histoire
Faire l’historique de la protection de la faune au Québec impose de remonter aux premiers temps de la colonie française. Quand Jacques Cartier débarque sur les côtes de la Gaspésie, en 1534, il constate rapidement que cette nouvelle terre, qu’il prend au nom du roi de France, est riche en gibier de toutes sortes, et qu’on y pêche grandement sur ses côtes.
Au cours de ses trois premiers voyages, il croise les premiers occupants, les autochtones, et constate qu’ils font déjà le commerce avec d’autres nations. Et, pour leur propre subsistance, ils chassent et pêchent tant sur les terres que sur les eaux douces et salées. Pendant les soixante premières années, le commerce des fourrures et la pêche à certains poissons s’implantent sans qu’on y trouve, dès ces premiers moments, des signes d’une installation permanente des colons français.
Il faut attendre l’arrivée de Champlain en 1608 et la fondation de la ville de Québec pour qu’un effort de colonisation et d’occupation plus permanente du sol ne soit fait. Mais dès son arrivée, Champlain remarque tout de suite la richesse du pays; il est très giboyeux, et les terres sont riches de toutes sortes d’arbres et de plantes. Ces premières années, plusieurs compagnies sont fondées pour faire la traite des fourrures avec les autochtones, et ces compagnies obtiennent un monopole de commerce. Dès 1629, Champlain s’adonne lui-même à la chasse du gibier qu’il dit être « abondant, principalement les alouettes, les pluviers, les courlieux, les bécassines dont il fut tué plus de 20,000, outre la pêche que les Sauvages faisaient en assez grande quantité et d’éperlans que l’on prit en grand nombre avec des filets et quelques autres poissons… ».
Les Jésuites, qui ont suivi les colons, raconteront dans leurs Relations plusieurs excursions de chasse, de pêche, et décriront plusieurs techniques qui serviront à ceux qui arrivent de France et qui ne composent pas encore très aisément avec les conditions imposées par l’hiver de ce nouveau pays.
Ainsi, Paul LeJeune, dans l'ouvrage Relation de ce qui s'est passé en la Nouvelle France en l'année 1634, Relations des Jésuites 1611-1636, fait la description suivante d'une chasse à l'orignal, qu'il nomme élan dans son texte:
« …quand il y a peu de neiges, ils le tuent à coups de flèches, le premier que nous mangeasmes fut ainsi mis à mort, mais c’est un grand hazard quand ils peuvent approcher de ces animaux à la portée de leurs arcs, car ils sentent les Sauvages de fort loing, et courent aussi viste que les Cerfs. Quand les neiges sont profondes, ils poursuivent l’Élan à la course, et le tuent à coups d’esps, qu’ils emmanchent à de longs bastons pour cet effet : ils dardent ces épées quand ils n’osent ou ne peuvent aborder la bête, ils poursuivent par fois deux et trois jours un de ces animaux, les neiges n’restant, ny assez dures ny assez profondes d’autrefois un enfant les tueroit quasi, car la neige venant à se glacer après quelque petit dégel, ou quelque pluye, elle blesse ces pauvres Orignaux, qui ne vont pas loing sans estre massacrez ».
Mais dès ces premiers moments de la colonie, c’est la traite des peaux de castor qui occupe l’avant plan. On mentionne que de 1660 à 1760, dans toute l’étendue de la colonie française en Amérique, ce sont plus de vingt-cinq millions de peaux de castor qui seront expédiées en France. La traite des fourrures menace l’installation même des colons qui préfèrent courir les bois pour faire le commerce de la fourrure que de défricher les lots de colonisation qui leur sont consentis. On nomme des commis et des contrôleurs de la traite de ces pelleteries pour le bien de la colonie.

### Une première forme de contrôle
Dès 1652, les premières autorisations à pêcher et à chasser sont promulguées par les gouverneurs. Le gouverneur Jean de Lauzon permet « à chaque habitant de pêcher devant leur concession et de chasser devant l’étendue d’icelle ». Plusieurs ordonnances seront adoptées pour exercer un certain contrôle sur la façon dont cette traite pourra se faire avec les autochtones : défense de vendre du vin ou de l’eau-de-vie aux autochtones, défense de quitter les villes sans l’autorisation du gouverneur ou de son représentant, défense de chasser ou pêcher trop loin des villes naissantes parce que les conflits avec les Iroquois sont trop fréquents, émission de permis de traite sans lesquels on ne peut aller courir les bois, et prescription sur la valeur d’échange que peuvent constituer les peaux d’orignaux pour payer ses dettes ou faire d’autres achats ou trocs (pour se procurer, par exemple un fusil, de la poudre, un couteau…).
L'intendant Jean Talon fera débuter plusieurs pêches et plusieurs chasses tant pour les besoins de consommation des habitants de la colonie que pour les échanges de marchandises avec la France. Il ordonnera même aux célibataires de la colonie d’épouser les filles qui arrivaient de France sous peine de perdre les privilèges de la pêche, de la chasse et de la traite des fourrures.
Au moment où Ville-Marie (qui deviendra Montréal) sera fondée (1642) et que les attaques iroquoises mettront toujours en péril ce nouvel établissement, Paul Chomedey de Maisonneuve (son fondateur) émettra une ordonnance pour régir les sorties du fort. Cette ordonnance est intéressante en ce qu'elle témoigne des habitudes des colons de Ville-Marie à cette époque, à l'égard de la chasse et de la pêche :
1. Chacun tiendra ses armes en état et marchera ordinairement armé, tant pour sa défense particulière que pour donner secours à ceux qui pourraient en avoir besoin.
2. Nous ordonnons à tous ceux qui n’auraient point d’armes, d’en acheter et de s’en fournir suffisamment, ainsi que des munitions et nous défendons d’en vendre et d’en traiter avec les Sauvages alliés, qu’au préalable chacun des colons n’en retienne ce qu’il sera nécessaire pour sa défense.
3. Pour que tous fassent leur travail en sûreté, autant que possible, les travailleurs se joindront plusieurs de compagnie et ne travailleront que dans des lieux d’où ils puissent se retirer facilement en cas de nécessité.
4. De plus, chacun regagnera le lieu de sa demeure tous les soirs, lorsque la cloche du fort sonnera la retraite et fermera ensuite sa porte. Défense d’aller et de venir, de nuit, après la retraite, si ce n’est pour quelque nécessité absolue qu’on ne pût remettre au lendemain.
5. Personne, sans notre permission, n’ira plus loin à la chasse, que dans l’étendue des champs défrichés; ni à la pêche, sur le fleuve, plus loin que le grand courant. Défense à toutes sortes de personnes de se servir de canots, de chaloupes et autres, qui ne leur appartiendraient pas, sans l’exprès consentement des propriétaires, si ce n’est qu’en cas de nécessité, pour sauver la vie à quelqu’un ou pour empêcher quelque embarcation d’aller à la dérive ou de périr.

Quand la Compagnie de la Baie d'Hudson sera fondée en 1670, le commerce des pelleteries s’accentuera. Aussi, la France voudra protéger son monopole de traite en interdisant le commerce avec les Anglais. Enfin, elle imposera la vente des fourrures dans ses comptoirs et ses postes de traite, afin de pouvoir prélever des revenus supplémentaires, pour soutenir les besoins de la colonie.
Le 5 juin 1672, le roi de France écrit au gouverneur Louis de Buade, comte de Frontenac et de Palluau, pour lui signaler des agissements qu'il ne veut plus tolérer dans sa colonie de Nouvelle-France :
Monsieur le comte de Frontenac, ayant esté informé que l’un des principaux abus qui se commette en Canada, et qui regarde le plus l’augmentation de la colonie et le défrichement des terres, est la licence que plusieurs Français qui on passé aud. pais ont prise jusqu’à présent d’aller à la chasse et à la traite des pelleteries à cinq ou six cens lieues au-dessus de Québec sans aucune permission, et sans se mettre en peine de former des establissements solides au dit pais, je vous fais cette lettre pour vous dire que mon intention est que vous fassiez défenses à tous Français d’aller à la chasse ny à la traites des dites pelleteries sans une permission expresse de vous, visée par le Sieur Talon intendant de la justice, police et finances au dit pais et que vous travailliez par toutes sortes de moyens à faire prendre des concessions auxdits volontaires, et à se marier, en sorte que j’en puisse recevoir la satisfaction que je désire, et la dite colonie tout l’accroissement qui luy est nécessaire, sur ce je prie Dieu qu’il vous ait, Monsieur le Comte de Frontanac, en sa sainte Garde.
Les postes de traite se multiplieront tout de même sur le territoire, s’établissant tant dans les trois villes de la colonie (Québec, Trois-Rivières et Montréal) que dans l’arrière-pays, jusqu’aux confins de la Baie James et de la Baie d'Hudson. Les exploits des Radisson, des Groseilliers et d’Iberville sont bien connus.
La pratique de la chasse doit également être encadrée : on retrouve plusieurs ordonnances, comme celle-ci, du Conseil supérieur de 1676, pour interdire de passer ou de chasser sur les terres ensemencées :
La cour, par provision, a fait et fait inhibitions et défenses à toutes personnes, de quelque qualité et condition qu’elles soient de passer ni chasser dans les terres ensemencées, rompre abattre ni forcer les clôtures, à peine de dix livres d’amende et de plus grande somme, si le cas y échet, et de tous les dépens, dommages et intérêts, la dite amende applicable moitié au dénonciateur, moitié au propriétaire;…,
ou encore celle-ci, qui date de 1708 et fut émise par l'intendant Jacques Raudot, pour défendre de faire des attrapes sur les terres de ses voisins :
Ayant été informé des querelles qui surviennent et qui peuvent survenir tous les jours au sujet des attrapes que les habitants mettent les uns sur les terres des autres, soit pour les martres, soit pour les animaux; pour empêcher les querelles qui surviennent à ce sujet, 
Nous faisons défenses à tous les habitants de ce pays de mettre des attrapes sur d’autres terres que sur les leurs; permettons à ceux qui en trouveront sur leur terre, de les [illisible], et leur adjugeons les animaux qui se trouveront pris.
Et sera par la présente ordonnance lue, publiée dans toutes les paroisses de ce pays, à ce que personne n’en ignore…
et bien d'autres encore, pour empêcher la pêche ou la chasse sur les terres non concédées par le seigneur ou sans son autorisation, ou tout simplement pour interdire la traite avec les Anglais de la colonie américaine plus au sud.
Mais la totalité de ces ordonnances ne visent qu’à protéger le commerce de la France avec sa colonie, ou à protéger l’ordre public. Par exemple, on interdit de tirer en direction des habitations ou des granges pour les risques que cela fait courir à ces bâtiments quand la bourre enflammée se retrouve sur leurs toits inflammables. Ainsi, cette ordonnance de 1721 :
Sur ce qui nous a été représenté que le feu prit hier vers les trois heures après midi; à la maison d’un particulier de cette ville, par la bourre de quelques coups de fusil qui furent tirés aux environs de cette maison et que sans un prompt secours, elles aurait été brûlée, et celles des environs ce qui aurait pu causer un incendie considérable.
Que les maisons de cette colonie, qui sont couvertes de bardeaux de cèdre, sont extrêmement combustibles, principalement dans le temps de la sécheresse; que même les chasseurs tirent à la campagne des tourtres sur les granges et autres bâtiments…
Nous faisons défense à toutes personnes de tirer des coups de fusil dans l’enceinte des villes, ou sur les granges ou autres batimens de la campagne… 
Dans les faits, l’abondance de la ressource ne commande pas encore de promulguer des règlements pour contenir les excès qui se commettent. Les peines n’en sont pas moins sévères pour ceux qui dérogent aux ordonnances: des amendes, le fouet, la galère à perpétuité, le marquage au fer rouge de la fleur de lis, le pilori, la prison au pain sec et à l’eau.
Malgré cela, la traite des fourrures demeurera populaire au point que par deux fois, soit en 1714 et en 1737, le roi de France devra offrir son amnistie aux coureurs des bois pour les convaincre de se réinstaller comme colons même s’ils ont contrevenu aux ordonnances du Roi ou du Conseil souverain.

### L’ancêtre de nos réglementations de chasse et de pêche
La première véritable ordonnance visant à régir les activités de chasse sera adoptée le 28 janvier 1721, par Michel Bégon de la Picardière, intendant de la Nouvelle-France de 1712 à 1726. Cela fait probablement de cette ordonnance l’ancêtre de toutes nos réglementations sur la faune au Canada. Elle vise à déterminer une période d’interdiction de chasse à la perdrix, soit de la mi-mars à la mi-juillet. Elle interdit, entre autres, d’acheter ou de vendre la perdrix, autorise les officiers de la milice française à voir à l’exécution de cette ordonnance et enfin, récompense le dénonciateur en lui offrant la totalité de l’amende. L’ordonnance sera reprise en 1727 par un autre intendant, Claude-Thomas Dupuy, qui y ajoutera l’interdiction de capturer ces oiseaux à la tonnelle et au collet et en prohibant d’enlever les œufs, sous peine d’une amende de cent livres, applicable moitié au dénonciateur et moitié à la fabrique de la paroisse sur laquelle ils auront été pris et enlevés.
On doit également sévir contre les pêcheurs qui s’installent un peu partout causant divers dommages aux grains et semences, aux arbres fruitiers qu’on dépouille, aux arbres qu’on écorce sur les terres des seigneurs.
Les connaissances de la faune du pays s’améliorent et on retrouve dès 1734, des recommandations concernant les meilleures périodes de piégeage du castor. Mais les premiers signes que les pratiques de piégeage commencent à peser sur la ressource se font ressentir. Dès 1737, l’intendant Gilles Hocquart constate que le castor, déjà si abondant, se trouve fort éloigné de la colonie peuplée où il ne s’en trouve que peu. (2). On fait également le commerce de la plume d’eider, on cueille ses œufs, on fait la pêche à toutes les espèces de poissons qu’on retrouve dans les eaux de la colonie, on chasse les tourtes qui passent par bandes quelquefois de plus de deux à trois mille tant et si bien que le Sieur Boucault mentionne dans un mémoire qu’il dresse en 1754, qu’on entend tirer tout le temps depuis le matin jusqu’au soir, tant dans les villes que les campagnes.

### Début du régime britannique
En 1759 et en 1760, les villes de Québec et de Montréal cèdent à la menace anglaise. C’est la fin de la période de la colonie française. Cela n’est pas sans effet sur les habitants de la colonie habitués à faire la chasse quand cela leur semblait bon ou nécessaire. Pour empêcher les colons de français de prendre les armes, celles-ci sont confisquées par les gouverneurs anglais. Seuls quelques fusils sont laissés à la disposition des officiers de milice dans chaque village. Par exemple, en 1731 dans la ville de Bécancour près de Trois-Rivières, 65 fusils appartenant aux 315 personnes recensées, sont rendus aux armées anglaises, et Monsieur le Gouverneur a accordé à la paroisse… en outre de ceux des officiers de Milice et de deux sergens, un fusil et permis pour le P. Gounon curé, huit fusils pour les habitans pour la chasse, huit permis numérotés ».
En 1791, l’Acte constitutionnel crée les deux provinces du Haut et du Bas-Canada, et dès lors, un acte est adopté qui règle les pêches dans le fleuve Saint-Laurent, les Baies de Gaspé et des Chaleurs, à l’Isle Bonaventure et sur le rivage vis-à-vis Percée dans lequel on régit le droit de pêcher, le droit de faire sécher et nettoyer les poissons sur les grèves, sur la construction des installations nécessaires à ces opérations, sur la protection des arbres qui se trouvent sur ces grèves, et sur ce qu’on doit faire des entrailles des poissons, dont on ne peut pas se débarrasser trop près des quais.

### Le premier garde-chasse
En 1805, si l’on se fie aux informations fournies par le Dictionnaire bibliographique du Canada, Neil McLaren pourrait être le premier garde-chasse dont on aurait conservé la trace de sa nomination. La date de sa nomination n’est pas certaine. Mais voici l’extrait du Dictionnaire, dont nous nous inspirons pour attester de cela. « Neil MacLaren, …né en 1766 à Loch Earn en Écosse, décédé le 25 septembre en 1844 à Port-au-Persil (Saint-Siméon), Bas-Canada. Le 26 novembre 1805, McLaren cesse de tenir son journal… On retrouve par la suite sa trace à La Malbaie où il occupe la charge de garde-chasse. C’est là qu’il épouse en 1806 ou 1807 Margaret Hewit, fille de John Hewit, administrateur de la seigneurie Murray-Bay. »
Le 9 décembre 1843, sous la pression de citoyens du Canton de Stanstead qui déposent une pétition au Conseil législatif de la province du Canada pour interdire notamment la pêche durant la période du frai, un Acte est adopté pour défendre de pêcher et de chasser au Québec, ce qui conduira, un peu plus tard, à l’adoption de l’Acte des Pêcheries de 1858. Dix inspecteurs sont alors nommés dans diverses municipalités des régions de Québec, du Lac St-Jean, de la Côte-Nord et de la Gaspésie.

### 1867: Fondation du Canada et nomination des premiers garde-chasses
L’adoption de L’Acte de l’Amérique britannique du nord est à l’origine de la fondation du Canada. Presque toutes les terres de la Couronne sont transférées aux provinces et dès 1867, au Québec, c’est un Commissaire aux terres de la Couronne qui verra à la gestion de la faune au Québec. Dans le rapport du Commissaire aux terres de 1873, nous retrouvons les noms des quatre premiers garde-chasses nommés par la province soit M. William Carpenter-Willis de Sherbrooke, nommé en novembre 1867, M. Alfred Blais, de Rimouski, nommé également en novembre 1867, de M. A. Labbée, de Saint-Urbain, nommé en mai 1873, et de M. Paul Duchesne, de Chicoutimi, engagé le 7 mai 1873. Tous touchent une rémunération de 100 CAD annuellement. À des fins de comparaison, des gardes forestiers, engagés en août 1869 pour les agences de Coulonge et de Clarendon en Outaouais, touchent de leur côté 800 CAD par année.
Durant cette période, les pressions exercées sur le gibier et le poisson sont sévères. On note, entre autres, la disparition de la tourte entre 1870 et 1880 et du grand pingouin.
En 1877, on dénombre 21 garde-chasses sur le territoire québécois. Leur rémunération annuelle est toujours de 50 $. En août 1879, les garde-chasses en poste sont congédiés. Les rapports du Commissaire indiquent alors pour une première fois que les garde-chasses ne touchent aucun salaire pour leur travail.
En 1882, 53 garde-chasses sont alors à l’emploi et seulement dix d’entre eux sont payés entre 25 $ et 100 $ par année. L’année suivante, ils sont 73 et seulement treize touchent un salaire.

### Formation de clubs pour protéger le poisson et le gibier
En 1885 est adopté l’Acte pour faciliter la formation en cette province de clubs pour la protection du poisson et du gibier. Ces clubs prendront une expansion sans cesse croissante au cours des 93 prochaines années. Le premier à s’incorporer est le Sainte-Marguerite Salmon Club, en juin 1885, et dès lors, huit autres clubs de chasse et de pêche font de même.
D’abord octroyés sur une base volontaire et pour de courtes périodes, on finira par faire l’encan de ces territoires et ils seront loués au plus offrant et pour des baux d’une plus longue durée. (Rapport du Commissaire des Terres de la Couronne de la Province de Québec pour les douze mois expirés le 30 juin 1885). Par exemple, la pêche au filet, pour le saumon, dans l’estuaire de la rivière Moisie, une des meilleures au Québec, est octroyée pour 630 000 $. Au moment de leur abolition en 1978, il y avait 1 164 baux exclusifs de chasse et de pêche sur 37 041 km² de terres publiques. Un très grand nombre de gardiens y travailleront, souvent pour un bien maigre salaire, voire pas de salaire du tout durant les premières décennies. Ils seront engagés notamment pour protéger les privilèges de chasse et de pêche accordés aux membres et aux invités des clubs. En 1885, le Commissaire aux terres de la Couronne note même que le gardien de l’un de ces clubs est de connivence avec les gens du milieu pour laisser pêcher les résidents du secteur de la rivière Trinité.
Au cours des années qui vont suivre les Surintendants à la Chasse et à la Pêche ne manqueront pas d’évoquer tous les massacres qui se font sur le gibier, tant les gros gibiers tels les orignaux, cerfs de Virginie et caribous, que sur les poissons, principalement le saumon, mais également sur le petit gibier à plume, surtout tout le long des côtes du Saint-Laurent et du Labrador.
Ils dénoncent également la prestation de travail fournie par les garde-chasses tout en sachant que la rémunération de ces employés ne peut pas garantir la compétence, l’assiduité au travail ainsi que l’efficacité de leurs interventions.
En 1894, une réserve forestière est créée dans le Parc de la Montagne Tremblante et le Parc des Laurentides voit le jour. La création de ces réserves est présentée comme une offre de territoires où la pratique des activités de braconnage devrait être moindre, la surveillance plus facile et on compte sur ces territoires pour faciliter la conservation de la faune, faune qui ne manquera pas de déborder sur les territoires adjacents. Les demandes pour multiplier ces réserves se font pressantes, puisque dans certaines parties de la province, les territoires accessibles pour ceux qui ne font pas partie des clubs privés de chasse se font de plus en plus rares.
En 1896, Louis-Zéphirin Joncas est nommé surintendant des pêcheries et de la chasse au département des terres de la Couronne et il tentera de réformer le service des garde-chasses et garde-pêches. Dès 1897, il soumet un mémoire pour la réorganisation de son service, préférant qu’on destitue tous les garde-chasses et garde-pêches en place pour n’en nommer qu’un petit nombre, mieux formés et mieux rémunérés, chargés à l’année de voir à l’application des lois, de vendre des permis, de patrouiller leurs secteurs de travail, de rendre compte de l’exercice de leurs fonctions, de résider dans leur district de travail, etc. Puis en mai 1897, on décide de passer à l’action. Un ordre en conseil est adopté pour procéder à la nomination de six garde-chasses de district dont le salaire est fixé à 500 $ par année, et à celle de deux autres dont le salaire s’élève à 200 $.
Un mois plus tard, cet ordre en conseil est révoqué sous les motifs que cela coûtait trop cher et qu’il est possible d’améliorer et rendre plus efficace le système actuel… en forçant les garde-chasses locaux à faire leur devoir et en les remplaçant s’il y a lieu parce qu’il est raisonnable d’attendre une plus grande somme de protection de cent ou cent vingt garde-chasses locaux à qui on fera faire leur devoir, tout en les payant moins cher que huit garde-chasses de district à qui il sera impossible de se porter à tous les endroits où une surveillance constante est nécessaire.

### Une réglementation difficile à appliquer
Au cours des années suivantes, Louis-Zéphirin Joncas reviendra constamment sur cette question de l’inefficacité du système en place et sur la nécessité de réformer le service. Ses rapports comprennent souvent la description de nombreux actes de braconnage qui se commettent dans tous les coins de la province, de recommandations pour modifier les lois afin de les rendre plus sévères, pour instaurer l’obligation de se procurer des permis pour faire la pêche et la chasse, de limiter le nombre des captures de gros gibier, pour interdire la vente du gibier, pour instaurer un système de coupons de transport pour les gros gibiers, pour augmenter les pouvoirs de garde-chasses, pour faire l’éducation du public à la protection des ressources fauniques, pour favoriser la location des territoires de pêche et de chasse, pour faire appliquer la loi avec plus de sévérité, pour utiliser ce qu’il appelle des ‘’espions’’ et qui se tiendront dans les gares afin de faire les observations nécessaires pour dénoncer les braconniers, et enfin pour conclure des ententes avec les deux provinces voisines du Québec, pour la protection des frontières.
Chaque année, on peut le deviner à la lecture de ses rapports, il reçoit des commentaires des garde-chasses et des garde-pêches qui lui signalent tant la gravité que la quantité grandissante des actes de braconnage qui se commettent, que les difficultés qu’ils rencontrent à faire appliquer la loi. La chasse de nuit, la chasse en temps prohibé, la pêche au filet, la vente de gros gibiers sont des activités très populaires aux quatre coins de la province.
Louis-Zéphirin Joncas dénonce la période de prescription de 6 mois imposée pour entamer les poursuites. Dans son rapport de 1900, il discute de cette question en rapportant que c’est qu’à la veille de l’ouverture ou pendant la saison que bon nombre des gens du Nouveau-Brunswick, du Maine et de l’Ontario viennent chasser chez nous sans permis. Nous apprenons trop tard pour les arrêter immédiatement qu’ils sont venus braconner chez nous et l’année suivante ils reviennent certains de l’impunité que leur assure la prescription. Sur cette question il encourage le travail concerté des garde-chasses des provinces et états frontaliers.
Il signale dans son rapport de 1900 qu’une seule compagnie de transport, à partir de quatre gares du nord de Montréal, a exporté vers les États-Unis plus de 32 500 livres de truites rouges (salmo fontinalis) et qu’il lui manque les données de deux mois. Il estime donc que plus de 50 000 livres de truites ont dû quitter la province.
En juin 1900, il dirige lui-même une opération en Gaspésie, dans le secteur de la rivière Matapédia, où avec neuf agents de la police provinciale et trois autres personnes, il tente de procéder à la saisie de filets. Ils doivent tous reculer devant près d’une quarantaine d’hommes, dont au moins trois sont en possession d’une arme à feu et un quatrième d’un couteau de boucherie. En 1902, il assiste aux procès qui sont intentés contre onze braconniers de Saint-François de Madawaska, qui ayant traversé la frontière du Nouveau-Brunswick, profitant de la hauteur des neiges, massacrèrent quatorze orignaux, huit caribous et une cinquantaine de chevreuils. Il dénonce le peu de sévérité des lois, la clémence des tribunaux comme dans cet autre exemple : On attribue ce fait, je regrette de le dire, au manque de fermeté du gouvernement dans l’application des règlements, les poursuites intentées contre les délinquants n’ayant pas eu d’effet pratique. Par exemple, je puis citer le cas bien connu des dix-huit individus traduits devant un magistrat, il y a une couple d’années : pour avoir pris (cette fois-là au filet dans une fosse) trente-deux saumons, ils furent condamnés chacune à 2 $ d’amende.
Il reproche aussi une lacune importante dans la réglementation existante favorisant les abus importants : le fait que les restaurateurs et les tenanciers d’hôtels puissent conserver et mettre à leur menu de la viande de gibier sans nécessairement être en possession d’un permis. Pour l’année 1902, pour seulement deux demandes de permis que nous avons retracées, des commerçants sollicitent un permis afin de conserver dans leurs réfrigérateurs, pendant la période où il est interdit d’avoir en sa possession du gibier sauvage, une certaine quantité d’animaux. Pour un premier établissement, dans la région de Montréal, on déclare détenir 3000 livres de caribou, 2000 livres de chevreuil, 325 couples de canards noirs, deux cents couples de petits canards mélangés, 600 couples de lièvre, 55 douzaines de bécassines et 30 douzaines de Sand Pipers. Dans le second cas, le gérant de l’Hôtel Place Viger dit détenir, en avril 1902, 108 couples de canards sauvages, 40 douzaines de pluviers, 40 douzaines de bécassines, 150 couples de lièvres, 1000 livres de venaison, 500 livres de caribou et 300 livres d’orignal. Ce n’est que ce qu’il reste au tout début d’avril et cela ne comprend pas ce qui a été consommé depuis l’automne précédent.
Le successeur de Louis-Zéphirin Joncas aura de la difficulté à poursuivre le travail amorcé. Les rapports du Commissaire aux terres perdent de la profondeur, tout au moins pour ce qui est de la discussion constante des questions de braconnage et sur la façon de les régler.

### Un relâchement dans le suivi de la protection de la faune
Pour les années 1904 à 1907, les rapports du surintendant des Pêcheries et de la Chasse n’ont pas plus de deux pages contrairement à sept ou huit pages du temps de Joncas. Dès 1908, on cesse de discuter de ces questions embarrassantes.
En 1909, le ministre de la Colonisation, des Mines et des Pêcheries revient à la charge avec quelques commentaires sur la chasse, commentaires qui ne restent que descriptifs de la faune présente au Québec. On nous fournit tout de même quelques statistiques intéressantes sur la situation de 1908 :
- Nombre total de garde-pêches sans salaire : 49
- Nombre total de garde-chasses et garde-pêches sans salaire : 345
- Nombre total de garde-chasses avec salaire : 95
- Nombre total de garde-pêches avec salaire : 75
- Nombre total de garde-chasses sans salaire : 215
- Les moins bien rémunérés ne touchent encore que 25 $ par année, la plupart reçoivent 50 $ annuellement, seulement quatre récoltent plus de 100 $[12].

La même année, le ministre Charles Ramsay Devlin congédie environ 91 garde-chasses en invoquant des raisons économiques, tel que cela est rapporté dans les débats reconstitués de l’Assemblée législative de l’époque. Un peu plus tard, durant la session, il plaidera qu’il entend remplacer ceux en place par des gens plus qualifiés. En 1912, à une autre question posée en chambre, le ministre dira qu’il a congédié entre 1897 et 1912, 168 garde-chasses et garde-pêches, pour des questions d’économie et en vue de réorganiser le service….
En 1912, le territoire de l’Ungava est ajouté à celui du Québec, ce qui augmente la surface à protéger. L’examen des rapports annuels des ministères qui se sont succédé de 1912 à 1922 ne permet pas de savoir si la réorganisation du service a bel et bien été complétée. Par ailleurs, les rapports ministériels antérieurs fournissaient plusieurs données sur l’effectif des garde-chasses et garde-pêches, tels que les noms, salaires, lieu de travail, lieu de résidence des garde-chasses et garde-pêches. Il n’y a plus rien de tout cela pour ces dix années.
Puis en 1922, à la suite d’une décision du Conseil privé de Londres, le gouvernement fédéral se voit dans l’obligation de céder à Québec, la totalité de l’administration et du contrôle de toutes les pêcheries dans les eaux de la province. On crée alors une division des pêcheries maritimes au ministère de la Colonisation, des Mines et des Pêcheries, dont la province tirera de larges revenus.

### MmeMaud Watt: première garde-chasse
Dès 1927, force est de constater le fort déclin des captures de castor qui sont passées de 50 000 dans les années 1920, à un peu moins de 22 000 cette année-là. Pour pallier ce problème, des mesures de protection des territoires pour le repeuplement du castor au nord du Québec seront mises de l’avant dès 1928. Mme Maud Watt ira plaider la cause de l’érection de plusieurs réserves à castor et en moins d’une dizaine d’années, ce système réussira à sauver le castor de sa disparition.
D’ailleurs, en 1952, le ministre Camille-Eugêne Pouliot reconnaîtra cette contribution de Mme Watt en la nommant officiellement garde-chasse provinciale à Rupert House, ce qui en fait la première femme à recevoir cette désignation au Québec.
À la même époque, on impose des restrictions sur la chasse au caribou (fermeture pendant cinq années) et à la vente de l’orignal, du cerf de Virginie et de la truite. Dans le rapport de 1929, le ministre dit avoir terminé le fameux processus de réorganisation du personnel entreprise par son prédécesseur, mais les rapports sont muets sur ces changements.
D’autant plus, les revenus provenant de la chasse et de la pêche sont en constante croissance : les citoyens prennent goût à la vie en plein air et ils ont plus de temps à y consacrer avec la réduction des heures de travail et la multiplication des moyens de transport. Par leurs travaux, les compagnies forestières permettent aussi un plus grand accès à des territoires qui n’étaient jusque-là accessibles que par avion.
La crise économique des années 1930 met un certain frein à ce développement. Dans le rapport de 1933, le surintendant J.-A. Bélisle nous donne un aperçu de l’organisation du service de la protection de la faune : la province est divisée en neuf districts. Chaque district est confié à un inspecteur qui contrôle et dirige les garde-chasses et garde-pêches de la division. (15) Il note que les officiers de son département ont fait 437 constats d’infraction, 163 sur la pêche, 162 à l’égard du chevreuil et de l’orignal, 87 pour les questions relatives au petit gibier et aux fourrures, 5 pour la pollution des eaux et 5 pour assaut sur des garde-chasses et intervention pour les empêcher de faire leur devoir.
L’année suivante elles sont de l’ordre de 696, mais J.-A. Bélisle signale que 230 sentences ont été suspendues pour cause de pauvreté. C’est la même chose l’année suivante, 235 suspensions de sentences sur 787 constats, parce qu’il s’agissait de colons pauvres et de père de famille à qui il fallait faire comprendre qu’ils devaient respecter la loi, sans toutefois les priver de leur liberté. Signe que le braconnage est bien ancré dans les mœurs de certains, le rapport signale qu’il y avait cette année-là, 327 récidivistes, dont 45 furent menés à la prison parce qu’ils ne pouvaient ou ne voulaient payer leurs amendes. Le montant des amendes perçues cette année-là fourni une indication de leur valeur : le montant s’élève à 2 755,17 $ pour 327 délits, soit 8,42 $ par infraction, alors que le coût d’un permis de chasse à l’un des trois gros gibiers se vend 1 $.
En 1940, on réduit le nombre des garde-chasses et des garde-pêches afin de pouvoir leur offrir un meilleur salaire. Mais, comme cela a été le cas sous les administrations précédentes, la profession n’est pas encore pleinement reconnue à part entière et on recourt encore à des expédients : à nos gardes réguliers est venue s’ajouter une pléiade de garde-feux et de gardes forestiers qui prêtèrent le serment du garde-chasse; plusieurs reçurent une commission spéciale et furent engagés comme garde-chasses à l’expiration de leurs devoirs comme employés des autres services de votre département et un peu plus loin Le département avait, à la fin de l’année : 46 garde-chasses et garde-pêches qui étaient costumés et pourvus d’automobile. Ajoutons à ceux-ci, 147 gardes réguliers, les garde-feux, l’été, et les gardes forestiers, l’hiver et nous avons là toute une armée de protecteurs, d’informateurs et d’officiers actifs à qui les braconniers pourront de moins en moins échapper, signale le ministre de l’époque.
Les années de guerre vont encore ralentir les activités de chasse et de pêche. Le rationnement de l’essence et l’envoi de troupes à l’étranger viennent diminuer le nombre d’hommes qui peuvent pratiquer ces activités. Mais le braconnage continue ses ravages. En 1943, le sous-ministre L.-A. Richard estime de façon conservatrice selon ses propos, qu’il s’est braconné au cours de l’année 318 orignaux et 744 chevreuils en 1942. Or en 1941, seulement 171 orignaux et 469 chevreuils avaient été tués à la chasse de façon légale.
En 1946, le Service de conservation de la faune compte alors 157 garde-chasses et garde-pêches réguliers, en plus de 61 assistants gardes saisonniers, qui ont déposé 1230 chefs d’accusation ayant rapporté 24 840,37 $ en amendes.
En 1950, pour la première fois, le ministre de la Chasse et des Pêcheries s’intéresse à la formation de son personnel. L’école des pêcheries de Grande-Rivière est alors mise à contribution et cela se poursuivra, tant à Grande-Rivière qu’ailleurs en province.
En 1952, le nombre total des gardes réguliers et saisonniers atteint 325 et pour les années 1952 à 1955, les infractions passent de 2492 à 3396. La formation commence à donner des résultats.
Preuve de l’attrait sans cesse grandissant des activités de loisir dans les parcs et réserves, les revenus tirés d’une quinzaine de ces territoires passent de 731 411 $ en 1955-56 à 1 340 848 $ en 1959-1960. Le nombre de permis de chasse à l’orignal vendus passe de 5 714 à 11 366, ceux du cerf de Virginie de d’un peu plus de 67 000 à tout près de 95 000 pour les mêmes années. Les permis de pêche vendus subissent la même croissance : de près de 191 000 en 1955-56 à tout près de 249 000 en 1959-60.
En 1960 la Fédération des associations de chasse et de pêche formule des recommandations au ministre quant à la réorganisation du Service de la protection de la faune. Elle recommande que les sanctions soient de nature à enrayer les récidives, que les noms des coupables soient publiés dans les journaux, que cesse l’ingérence politique dans l’application des lois, qu’on mette à la retraite les gardes dont le travail ne s’avère point efficace, l’augmentation numérique du personnel, le port de l’uniforme, la fourniture de meilleurs équipements, la formation, l’abolition du système de partage des amendes, la soustraction de l’ingérence politique dans la nomination et la destitution des employés, et la désignation nouvelle des garde-chasses et garde-pêches sous le titre d’Officiers de la Conservation.
Sous le gouvernement Lesage et dans la foulée de la Révolution tranquille, de nouvelles mesures sont adoptées. Entre autres, une première école dédiée de façon principale à la formation des garde-chasses et garde-pêches est créée à Québec.
En 1962, la fonction publique se syndicalise et les garde-chasses et garde-pêches se retrouvent dans une association regroupant tous les agents de la paix de la province dont la très grande majorité sont des gardiens de prison. En 1962 également, on modifie le règlement de classification des garde-chasses et garde-pêches et la rémunération est maintenant fixée au minimum de 2 700 $ et son maximum à 3 500 $.
En 1963, les garde-chasses et les garde-pêches reçoivent leurs premiers véhicules pour les aider dans leur patrouille quotidienne et le premier service de télécommunications est instauré pour faciliter leur travail. C’est également l’apparition et la popularisation de la motoneige. Le Ministère fait ses premiers achats dans ce domaine, alors que la plupart des patrouilles se font encore en raquettes.
Les agents de l’époque continuent toujours d’opérer sans locaux, ou presque. Ils débutent et terminent leur patrouille à leur domicile respectif. Ils font la vente de permis de chasse et tiennent bureau dans leur maison. Au début des années 1970, ce système de vente des permis à domicile tenait toujours. Ces agents touchaient une prime de 20 $ par mois. Les domiciles où le tiers ou le quart du rez-de-chaussée était dédié à la tenue de ces bureaux et à l’accueil des chasseurs et des pêcheurs n’étaient pas rares. Mais dans les quelques-uns qui se rajoutent au gré des ans, nous voyons apparaître les premières employées de bureau, embauchées pour des travaux de secrétariat et pour répondre au public.
Le rapport de 1965 fournit plus de détails sur la répartition du personnel et la structure mise en place à ce moment. À la tête du service, il y a un inspecteur général, secondé de deux inspecteurs adjoints, l’un dans la division de l’Est regroupant les districts de Québec, du Bas Saint-Laurent, de la Gaspésie, de la Côte-Nord, du Lac St-Jean et de la Mauricie, et l’autre pour la division de l’Ouest, regroupant les districts de Montréal, de l’Estrie, de l’Outaouais, du Témiscamingue, et de l’Abitibi. Il y a un chef aux télécommunications, 3 instructeurs, un inspecteur-chef pour chaque district, 11 inspecteurs pour toute la province bien que certains districts n’en aient pas du tout, 24 sous-inspecteurs et 188 garde-chasses et garde-pêches. Il y a également 51 gardiens de parc, presque exclusivement concentrés dans deux districts, soit 14 dans le Bas Saint-Laurent et 27 en Gaspésie.

### Sensibilisation à l’égard des armes à feu
En 1966, la tenue des agents est modifiée, copiée sur celui des Rangers américains, soit une tunique brune et un Stetson. Les agents sont armés d’un révolver de calibre .32. Une Unité mobile de tir a aussi été mise sur pied. C’est également la première fois que le rapport annuel du ministère de l’époque mentionne que les agents ont soumis des exhibits, pour en faire faire l’expertise bio-légale, afin d’appuyer des dossiers de poursuite. En mars, le Syndicat des Agents de la Paix signe la première convention collective régissant les conditions de travail des garde-chasses et garde-pêches Elle veille à faire la vérification des armes de chasse. En 1966, cette unité, épaulé d’un armurier, fera la vérification et l’ajustement de près de 3000 armes à feu dans 48 localités de la province. Ce service se perpétuera pendant de nombreuses années, chaque région ou presque formant son propre personnel à cette fin. Cette mission sera définitivement abandonnée à la fin des années 1970, laissant cette responsabilité aux diverses associations de chasse et de pêche.
Malgré tout, pour cette période, plusieurs milliers de chasseurs reçurent de précieux conseils, non seulement sur la façon de manipuler de façon sécuritaire leurs armes de chasse, mais également sur la façon de bien pratiquer leur chasse, sur la façon d’ajuster leur arme, de bien identifier leur gibier et de respecter la propriété privée.
Par exemple, en 1967, sur les 6083 armes soumises à la vérification des divers membres de l’Unité, environ 255 avaient été jugées défectueuses ou tout simplement dangereuses. Plusieurs accidents ont donc du être évités grâce à cette sensibilisation. Et en juillet 1967, les gardiens de barrière des parcs sont intégrés au corps des garde-chasses et garde-pêche. Puis en 1968, les premiers cours de sécurité pour la pratique de la chasse ont été inaugurés pour permettre à des milliers de chasseurs de suivre ces cours.

### Loi sur la conservation de la faune
En 1970 est adoptée la Loi de la conservation de la faune, véritable refonte des lois précédentes, imposant des amendes sévères aux contrevenants. La désignation des garde-chasses et garde-pêches est modifiée : ils deviennent des agents de conservation de la faune. Les normes d’embauche quant à la scolarité sont rehaussées et le Service de la protection de la faune devient le Service de la conservation de la faune. Au début des années 2000, le Service reprendra son nom d’origine.
En 1971, une première opération d’abolition des clubs privés est entreprise pour redonner l’accès au territoire à tous les citoyens du Québec. On crée alors, à partir de ces territoires libérés de ces baux exclusifs, quatre nouvelles réserves fauniques permettant l’embauche de nouveaux agents de conservation de la faune.
En 1972, est institué le certificat du chasseur, document que doivent désormais posséder tous les résidents qui veulent s’adonner à la pratique de la chasse. Durant les premières années, tous les agents de la province sont mis à contribution pour dispenser la formation aux chasseurs et pour transmettre un message de conservation des ressources fauniques. Pour la seule année 1971-1972, Ce sont plus de 115 000 chasseurs qui seront rencontrés.
La même année, les agents de conservation de la faune entreprennent un arrêt de travail complet pour obtenir des modifications à leurs échelles salariales bien que la loi de la fonction publique leur interdise de faire la grève. Une sentence arbitrale suivra pour déterminer les échelles salariales de tous les agents de la paix et celles des agents de conservation de la faune seront modelées sur celles des surveillants en établissement de détention du Québec.
Du côté des effectifs, le Service de conservation de la faune comprend environ 443 agents en 1973. Il y a aussi plus de 700 gardiens de clubs privés, ainsi que 150 gardiens de barrières dans les parcs et réserves de la province.
En 1974 débute la formation de tout le personnel du Service de la conservation de la faune à l’Institut de police de Nicolet. La formation du personnel du Service prendra environ trois ans. Des démarches sont également entreprises pour faire l’achat d’un premier hélicoptère de patrouille. Un deuxième s’y ajoutera un peu plus tard.

### Ententes autochtones
En 1975 est signée la Convention de la Baie James, premier accord à survenir entre la Couronne et les autochtones au Canada depuis la signature des traités XIXe et XXe siècles qui avaient été signés dans les autres provinces canadiennes.
Dans cette lignée, le Service de conservation de la faune dispensera entre 1979 et 1982, une première formation aux Cris, Naskapis et Inuits du Nouveau-Québec, afin de permettre le respect des valeurs et de la culture autochtone, tout en voyant à ce que la réglementation liée aux activités de chasse et de pêche soit assurée. Dans le secteur de la ville de Gagnon, 16 autochtones reçoivent la formation des agents de conservation de la faune : neuf Cris, six Inuits et un Naskapi. La signature des ententes de la Paix des Braves et Sanarrutik entre le gouvernement du Québec et les nations Cris et Inuit en 2002 permettront aussi de former un nouveau contingent d’autochtones, soit huit Cris, un Naskapi et un allochtone résident du territoire de la Baie James. Un second groupe sera également formé en 2004.
Le 2 avril 1984, Sandy Gordon qui travaillait depuis 1981 comme agent de conservation de la faune saisonnier à Kuujjuaq, sera le premier Inuit à être assermenté et à porter l’uniforme d’agent de conservation de la faune permanent.
C’est également en 1979 que sera inauguré le Centre de formation et de développement de Duchesnay, institution par laquelle passent tous les agents de conservation de la faune, tant pour leur formation de base que pour les cours de recyclage ou de perfectionnement. Cette formation se fera d’abord en 16 semaines, pour être allongée à 18 semaines quelques années plus tard.

### Abolition des clubs privés
Entretemps, un mouvement s’amorce auprès de la population pour demander l’abolition des clubs privés et la restitution de ces territoires à l’usage de tous les citoyens de la province.
En 1977, tous les clubs privés de chasse et de pêche sont abolis, sauf les détenteurs de baux sur les rivières à saumon qui subiront le même sort quelques années plus tard. Il s’agit de l’Opération gestion faune. Pour remplacer les gardiens de club qui travaillaient à protéger les ressources dans les clubs privés, on procède alors à l’embauche de trente nouveaux agents de conservation de la faune.
Dans bien des cas, les territoires de ces anciens clubs formeront le futur réseau des zones d’exploitation contrôlée (zecs), gérées par des associations formées pour les diriger. Ces associations recruteront des auxiliaires à la conservation de la faune pour assurer la protection des ressources fauniques, système qui sera revu en 1993 pour être remplacé par un nouveau modèle, soit celui des assistants à la protection de la faune et les gardiens de territoire.

### S. O. S. Braconnage
En 1981 est inaugurée la première ligne sans frais pour rapporter des actes de braconnage, remplacée et améliorée, en 1987, par la ligne S. O. S. Braconnage et doublée d’une campagne de sensibilisation dont le thème est Braconner, c’est voler. Le personnel de la centrale est doté d’un système de télécommunications permettant de joindre dans leur véhicule, tout agent de conservation de la faune partout sur le territoire québécois dès la réception d’une plainte.
Création du Syndicat des agents de conservation de la faune du Québec
En 1981 est également créé le Syndicat des agents de conservation de la faune du Québec, à la suite de la dislocation de l’unité syndicale dont ils faisaient partie.
En 1984, le Syndicat se rend à l’arbitrage sur certaines de ses conditions de travail, notamment en ce qui concerne le rehaussement des échelles salariales. En effet, le Syndicat souhaite voir le salaire de ses membres s’approcher de celui des policiers de la Sûreté du Québec, ou à tout le moins, de réduire l’écart qui existe avec les divers autres corps d’enquête du gouvernement qui ne détiennent pas le statut d’agent de la paix. L’arbitre se refusera à faire cet exercice de relativité salariale et les résultats de cet arbitrage seront un échec. Les discussions sur cette question sont encore à l’ordre du jour en 2006.

### Volet éducatif auprès des clientèles scolaires
En 1983, la Semaine de la conservation de la faune est mise sur pied. Ce programme de sensibilisation à l’importance de préserver et de protéger nos ressources fauniques ainsi que leurs habitats prendra de l’ampleur avec les années, puis subira des modifications. Il finira par porter le nom La faune et vous et ciblera la clientèle des enfants de sixième année. À cet effet, les agents de conservation de la faune seront invités à faire la visite de toutes les classes de ce niveau scolaire pour faire connaître le programme. À titre d’exemple, pour l’année 2004-2005, les agents ont fait près de 1400 rencontres scolaires auprès de 34 000 élèves.

### Service d’enquêtes et de renseignements
C’est en 1988 qu’une première équipe d’agents de conservation de la faune est constituée pour faire l’infiltration des réseaux de braconnage. Ce service portera tout d’abord le nom du Service des opérations spéciales (S. O. S.). Le nombre d’enquêtes réalisées de cette manière aura fini par convaincre les autorités de la nécessité de créer une équipe plus permanente pour accomplir ce type d’opération.
Le S. O. S. deviendra quelques années plus tard, le Service d’enquêtes et de renseignement (S. E. R.). Depuis 1988, cette équipe a procédé au démantèlement de nombreux groupes de braconnage organisés. Mentionnons notamment deux des plus grandes enquêtes réalisées au Québec tant pour le nombre d’infractions commises que pour le nombre total d’agents ayant dû y participer, soit les opérations Lichen et America. La première portait principalement sur des actes de braconnage commis sur le Caribou, l’autre sur le trafic illégal des vésicules biliaires d’ours noir. Tous les démantèlements réalisés ont d’ailleurs permis d’augmenter considérablement la notoriété du Service, tout en permettant à plusieurs agents de se former aux diverses techniques d’enquête.

### Création du drapeau et élaboration de la devise
La même année, le Service de la conservation de la faune se dote de son drapeau et de sa devise, soit Protéger, éduquer, prévenir.
Débute aussi une réflexion sur le fonctionnement du Service de la conservation de la faune à laquelle participent de nombreux agents. Les ressources étant de moins en moins nombreuses, il faut recentrer le travail des agents sur les enjeux majeurs et les menaces les plus sérieuses qui pèsent sur la faune. On assiste également à l’embauche d’un plus grand nombre d’agents saisonniers que par le passé.

### Escouade canine
En 2001, on assiste à la création de la première escouade canine au Service de conservation de la faune. Un premier groupe de quatre maîtres de chien est formé et se met au service des régions pour améliorer et apporter une autre dimension aux interventions faites sur les scènes de braconnage, lors des fouilles, des perquisitions, etc. Une révision de l’uniforme des agents est entreprise et on dote le personnel de vestes anti-balles. Puis en 2005, le révolver de calibre .38 Smith & Wesson sera remplacé par un pistolet de 9 mm. La formation sur l’usage de cette nouvelle arme sera dispensée par des agents de protection de la faune formés par l’École nationale de police de Nicolet.

### Augmentation des effectifs
Le 8 février 2006, le ministre des Ressources naturelles et de la Faune, M. Pierre Corbeil, annonce un investissement de 1,5 million $ visant à assurer la protection et la mise en valeur des ressources fauniques québécoises. Cet ajout au budget de la Protection de la faune du Québec permettra ainsi d’accorder la permanence à 40 agents de protection de la faune jusque-là saisonniers, en plus d’embaucher une vingtaine de nouveaux employés saisonniers. Notons qu’au cours de l’été 2003, des compressions budgétaires avaient amené l’annulation du contrat de travail de 45 employés saisonniers.

### Conférence annuelle de la North American Wildlife Enforcement Officers Association (NAWEOA)
En 2006, c’est au Québec que s’est tenue la 25e Conférence annuelle de la North American Wildlife Enforcement Officers Association (NAWEOA), coorganisée par le ministère des Ressources naturelles et de la Faune et l’Association des agents de protection de la faune du Québec (AAPFQ). L’événement a accueilli autour de 1200 participants au Château Mont-Sainte-Anne, du 17 au 23 juillet 2006.

## Quelques détails
Depuis 1867, 51 personnes différentes ont occupé le titre de Commissaire ou de ministre responsable des missions de protection de la faune. Pendant ces 139 années, le règne le plus court aura été celui du Commissaire aux Terres de la Couronne, M. Félix-Gabriel Marchand, pour un peu plus de 6 mois, de mars à octobre 1879, et le plus long celui de M. Camille-Eugêne Pouliot, durant 16 ans, de 1944 à 1960.
Huit agents de protection de la faune morts en devoir…
- Le 10 septembre 1972 : les agents Médéric Côté et Ernest Saint-Pierre tombent sous une criblée de balles de deux braqueurs de banque venant de s’évader de prison. Un des meurtriers périra sous les feux de la police lors d’un cambriolage. Le second, Jacques Mesrine, sera tué lors d’une embuscade érigée par une brigande antigang française.
- Le 10 novembre 1985 : l’agent Alain Chouinard meurt dans l’exercice de ses fonctions, traversé d’une balle de carabine manipulée par un individu qui pratiquait la chasse de nuit au cerf de Virginie.
- Le 10 octobre 1989 : l’agent de protection de la faune Luc Guindon meurt à son tour, dans l’exercice de ses fonctions, transpercé de la flèche d’une arbalète manipulée par un chasseur d’orignal dans la région de Sainte-Agathe.
- Le 15 septembre 1992 : l’agent Patrick Poirier meurt d’hypothermie dans le cadre d’une patrouille de surveillance sur le lac Champdoré, au nord-est de Schefferville, alors que l’avion au bord duquel il prenait place se renverse et que ses occupants tentent de trouver un refuge en attendant l’arrivée des secours.
- Le 5 novembre 2005 : les agents Nicolas Rochette et Fernand Vachon, ainsi que leur pilote, M. Yves Giguère, périssent lors de l’écrasement de leur avion durant une patrouille aérienne. l’opération visait à contrer les activités de braconnage de chasse de nuit en Beauce.
- Le 6 mars 2007 : l'agent Richard Cayouette meurt à la suite d'un accident de motoneige dans le secteur de chibougamau.

Devise : Protéger, éduquer, prévenir : Les trois axes sur lesquels repose la devise de la Protection de la faune, soit protéger, éduquer et prévenir, montrent notamment l’ampleur et la complexité de la tâche des agents. Protéger en appliquant et en faisant respecter les lois et règlements. Éduquer en intervenant directement auprès des clientèles scolaires. Prévenir en informant et en sensibilisant les citoyens dans le but d’éviter les actes répréhensibles.
Différentes lois à appliquer : Les agents de protection de la faune du Québec, voient à l’application de plusieurs lois, notamment la Loi sur la Conservation et la mise en valeur de la faune, la Loi sur les Pêches, la loi de 1994 sur la convention concernant les oiseaux migrateurs, la Loi sur les Parcs, la loi sur les espèces menacées et vulnérables et de quelques dispositions de la Loi sur la qualité de l’environnement et des divers règlements qui en découlent.